# Mesacturoides
Mesacturoides is een geslacht van kreeftachtigen uit de klasse van de Malacostraca (hogere kreeftachtigen).

## Soorten
- Mesacturoides brevisquamatus (Paul'son, 1875)
- Mesacturoides crinitus (Manning, 1962)
- Mesacturoides fimbriatus (Lenz, 1905)